# Albatros L.75
L'Albatros L.75 Ass est un avion biplace d'entraînement et d'école allemand de l'entre-deux-guerres.

## Origine
Dessiné par Walter Blume, le L 75 était un biplan biplace en tandem à ailes égales décalées et train classique fixe dont le prototype prit l’air début 1928. Il fit probablement l'objet d'essais comparatifs, en particulier avec l'Albatros L.74, au centre expérimental de la Luftwaffe clandestine à Lipetsk, mais fut surtout utilisé à l'école de pilotage du DVS de Schleissheim, pour former les pilotes de ligne allemands. En octobre 1930 trois Reklamestaffeln (Escadrilles publicitaires), unités de propagande de la Luftwaffe clandestine, furent également constituées sur Albatros L.75, chaque escadrille disposant de 4 appareils. Quelques exemplaires étaient toujours en service à Schleissheim en 1940.

## Les versions
- Albatros L.75 : Un prototype à moteur BMW IVa (en)
- Albatros L.75a : 12 exemplaires à moteurBMW Va (en)
- Albatros L.75b : 7 appareils à moteur Junkers L5
- Albatros L.75c : Modofication des L.75a, moteur BMW Va
- Albatros L.75d : 3 appareils à moteur BMW Va (en)
- Albatros L 75E : 2 appareils à moteur BMW Va
- Albatros L 75F : 1 appareil à moteur Junkers L5G
- Albatros L 75 DSA : 3 appareils à moteur BMW Va
- Albatros L 75 DSB : 14 appareils à moteur Junkers L5G (en)

## Production
43 exemplaires ont été construits, dont 7 achevés par Focke-Wulf début 1932.